# Sástago
Sástago és un municipi d'Aragó situat a la província de Saragossa i enquadrat a la comarca de la Ribera Baixa de l'Ebre.

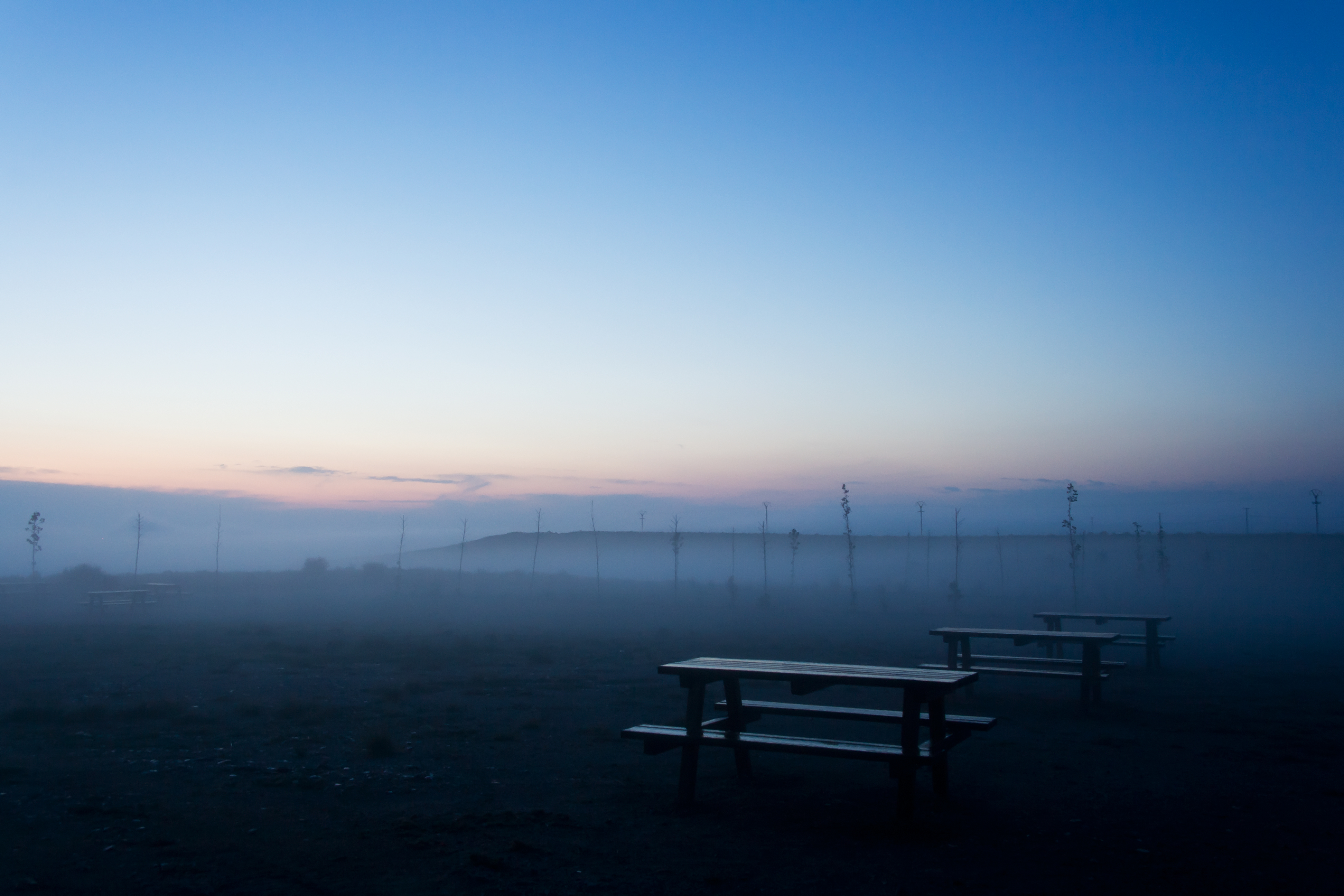
Sortida de sol a Sástago